# 53. ceremonia wręczenia Złotych Globów
Złote Globy za rok 1995 przyznano po raz 53, 21 stycznia 1996 roku w Beverly Hilton Hotel w Los Angeles.
Nagrodę im. Celila DeMille za całokształt twórczości otrzymał Sean Connery.

## Laureaci

### Kino

#### Najlepszy film dramatyczny
Rozważna i romantyczna, reż. Ang Lee
nominacje:
- Apollo 13, reż. Ron Howard
- Braveheart. Waleczne serce, reż. Mel Gibson
- Co się wydarzyło w Madison County, reż. Clint Eastwood
- Zostawić Las Vegas, reż. Mike Figgis

#### Najlepsza komedia/musical
Babe – świnka z klasą, reż. Chris Noonan
nominacje:
- Prezydent: Miłość w Białym Domu, reż. Rob Reiner
- Dorwać małego, reż. Barry Sonnenfeld
- Sabrina, reż. Sydney Pollack
- Toy Story, reż. John Lasseter

#### Najlepszy aktor dramatyczny
Nicolas Cage – Zostawić Las Vegas
nominacje:
- Sean Penn – Przed egzekucją
- Richard Dreyfuss – Symfonia życia
- Anthony Hopkins – Nixon
- Ian McKellen – Ryszard III

#### Najlepsza aktorka dramatyczna
Sharon Stone – Kasyno
nominacje:
- Meryl Streep – Co się wydarzyło w Madison County
- Susan Sarandon – Przed egzekucją
- Elisabeth Shue – Zostawić Las Vegas
- Emma Thompson – Rozważna i romantyczna

#### Najlepszy aktor w komedii/musicalu
John Travolta – Dorwać małego
nominacje:
- Michael Douglas – Prezydent: Miłość w Białym Domu
- Steve Martin – Ojciec panny młodej II
- Harrison Ford – Sabrina
- Patrick Swayze – Ślicznotki

#### Najlepsza aktorka w komedii/musicalu
Nicole Kidman – Za wszelką cenę
nominacje:
- Annette Bening – Prezydent: Miłość w Białym Domu
- Vanessa Redgrave – Miesiąc nad jeziorem
- Toni Collette – Wesele Muriel
- Sandra Bullock – Ja cię kocham, a ty śpisz

#### Najlepszy aktor drugoplanowy
Brad Pitt – 12 małp
nominacje:
- Ed Harris – Apollo 13
- Tim Roth – Rob Roy
- John Leguizamo – Ślicznotki
- Kevin Spacey – Podejrzani

#### Najlepsza aktorka drugoplanowa
Mira Sorvino – Jej wysokość Afrodyta
nominacje:
- Kathleen Quinlan – Apollo 13
- Anjelica Huston – Obsesja
- Kate Winslet – Rozważna i romantyczna
- Kyra Sedgwick – Miłosna rozgrywka

#### Najlepsza reżyseria
Mel Gibson – Braveheart. Waleczne serce
nominacje:
- Rob Reiner – Prezydent: Miłość w Białym Domu
- Ron Howard – Apollo 13
- Martin Scorsese – Kasyno
- Mike Figgis – Zostawić Las Vegas
- Ang Lee – Rozważna i romantyczna

#### Najlepszy scenariusz
Emma Thompson – Rozważna i romantyczna
nominacje:
- Aaron Sorkin – Prezydent: Miłość w Białym Domu
- Randall Wallace – Braveheart. Waleczne serce
- Tim Robbins – Przed egzekucją
- Scott Frank – Dorwać małego
- Patrick Sheane Duncan – Symfonia życia

#### Najlepsza muzyka
Maurice Jarre – Spacer w chmurach
nominacje:
- James Horner – Braveheart. Waleczne serce
- Michael Kamen – Don Juan DeMarco
- Alan Menken – Pocahontas
- Patrick Doyle – Rozważna i romantyczna

#### Najlepsza piosenka
„Colors of the Wind” – Pocahontas – muzyka: Alan Menken; słowa: Stephen Schwartz
nominacje:
- „Hold Me, Thrill Me, Kiss Me, Kill Me” – Batman Forever – muzyka: U2; słowa: Bono
- „Have You Ever Really Loved a Woman?” – Don Juan DeMarco – muzyka i słowa: Michael Kamen, Bryan Adams, Robert John Lange
- „Moonlight” – Sabrina – muzyka: John Williams; słowa: Alan Bergman, Marilyn Bergman
- „You Got a Friend in Me” – Toy Story – muzyka i słowa: Randy Newman

#### Najlepszy film zagraniczny
Nędznicy, reż. Claude Lelouch (Francja)
nominacje:
- Come due coccodrilli, reż. Giacomo Campiotti (Włochy)
- Kochanek czy kochanka, reż. Josiane Balasko (Francja)
- Brat snu, reż. Joseph Vilsmaier (Niemcy)
- Szanghajska triada, reż. Zhang Yimou